# Tony Richards
Anthony Richard Orlando (più conosciuto con il nome d'arte Tony Richards, che adottò per non essere confuso con Tony Orlando dei Tony Orlando and Dawn; Phoenix, 19 giugno 1957) è un batterista statunitense membro originario del gruppo W.A.S.P., di cui ha fatto parte dal 1982 al 1984.
Anthony suonò per molti piccoli gruppi musicali come i Dante Fox, ovvero la prima incarnazione del gruppo poi noto come Great White. Facevano parte dei Dante Fox anche il secondo bassista dei W.A.S.P., Don Costa, più tardi musicista di Ozzy Osbourne, e i futuri membri dei Great White, il cantante Jack Russell e il chitarrista Mark Kendall.
Anthony entrò nei W.A.S.P. nel 1982 e con tale band pubblicò solo il disco W.A.S.P. del 1984.

## Discografia
- W.A.S.P. (1984)